# کک لوک سی
کک لوک سی یک معبد بودایی است که در منطقه ایر ایتام، پنانگ، مالزی واقع شده است. این معبد بزرگ‌ترین معبد بودایی در مالزی است،  و همچنین یک مرکز زیارتی با اهمیت برای بودایی‌های هنگ کنگ، فیلیپین، سنگاپور و دیگر کشورهای جنوب شرقی آسیا است. کل مجموعه معبد از سال ۱۸۹۰ تا ۱۹۳۰، بر اساس طرح اولیه الهام بخش راهب بزرگ، بئو لین، ساخته شد. جاذبه اصلی مجموعه، بنای برجسته هفت طبقهٔ چینی پادشاه فقید تایلند، راما ششم است که همانند دیگر بنای چینی ده هزار بودایی که دارای تعداد ۱۰٬۰۰۰ مجسمه مرمری و برنزی از بودا، و مجسمه برنزی گوان یین (کوان یین)، الهه رحمت، به ارتفاع ۳۶٫۵۷ متر (۱۲۰ فوت) می‌باشد، بین عموم معروف است. انگاره ۱۰٬۰۰۰ بودایی به مکتب چینی ماهایانا آئین بودا تعلق دارد در حالی که راما ششم، پادشاه کشوری بود که صاحب مکتب ترواده و سنت بودایی می‌باشد.
آئین بودایی ماهایانا، آئین بودایی ترواده و مراسم سنتی چینی از لحاظ، معماری معبد و آثار هنری و هم چنین فعالیت روزانه نیایش کنندگان، در جهت سازگاری کامل با یکدیگر ترکیب می‌شوند.

## ریشه‌شناسی
کک لوک سی به معنی «معبد سوخاواتی» است. در زبان هاکین (زبانی در چین جنوبی)، لغت کک-لوک به صورت تحت الفظی به معنی «شادی مطلق» می‌باشد، که همین عبارت ترجمه ای از لغت سوخاواتی، به معنی بهشت است. سی به معنی معبد می‌باشد.
کک لوک سی به عنوان «معبد بهشتی»، «معبد سرزمین پاک» (سوخاواتی یکی از سرزمین‌های پاک است)، «معبد خوشبختی مطلق» و «معبد بهشت» هم ترجمه شده است.

## پیشینه
ساخت معبد در سال ۱۸۹۰  شروع و در ۱۹۰۵ به پایان رسید. ساخت معبد از طرح بئو لین، راهب ارشد بودیسم چان معبد الهه رحمت در پیت استریت در سال ۱۸۷۷، الهام گرفته شده بود، وی قبلاً در معبد یونگ کوان فوجیان در چین خدمت می‌کرد. زمین انتخاب شده برای ساخت مجموعه توسط بئو، مکانی روحبخش در تپه‌های ایر ایتام، مقابل دریا بود که «کوه کارین» نام داشت. به عنوان شعبه ای از واتیکان بودایی در کوه درام در فوجو در استان فوجیان تأسیس شده یود. بئو لین، اولین راهب ارشد معبد بود. عمارت‌های مجموعه معبد توسط پنج بازرگان برجسته چینی پنانگ که به سرمایه داران بزرگ هاکا معروف بودند: چئونگ فات زی، پسر عمه اش چانگ یو نان، چاه چونگ سنگ، تای کی یون و چونگ کنگ کوی تحت حمایت مالی قرار گرفته بود. جمع‌آوری هزینه ساخت معبد با اهداء سازه‌های بنا و عتیقه جات تحت نام خیرین معبد تسهیل گردید.

## مشخصات

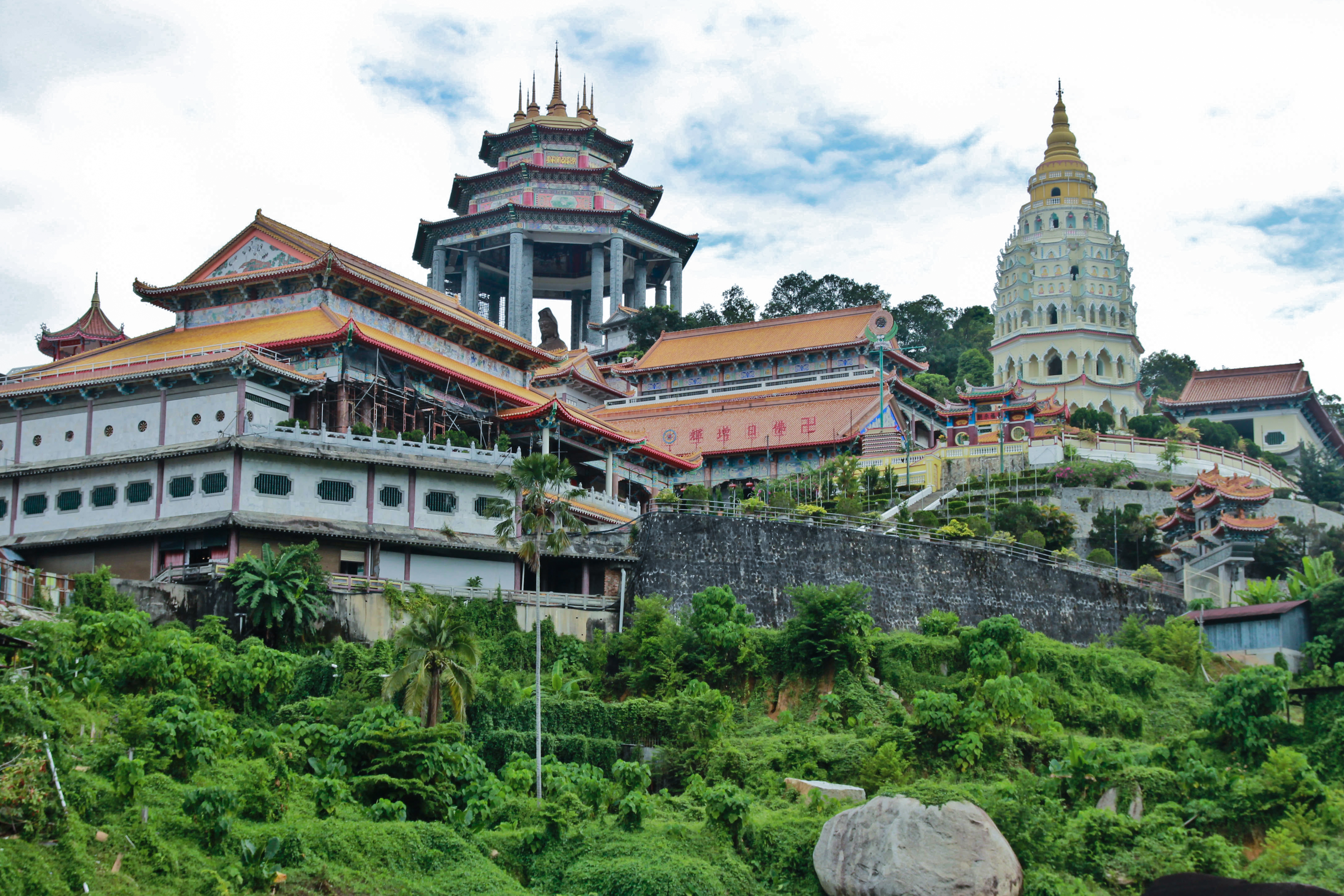
معبد کک لوک سی از سمت ایر ایتام

معبد کک لوک سی در دامنهٔ کوه ایر ایتام شهر جرج تاون در جزیره پنانگ واقع شده است. ساخت آن در زمینی به مساحت ۱۲٫۱ هکتار (۳۰ آکر) که توسط یئو سیو بئو اهداء گردید بود، شکل گرفت. این معبد حدود ۳ کیلومتر (۱٫۹ مایل) از ایستگاه پنانگ هیل به صورت پیاده‌روی فاصله دارد. 
بیشتر بازدید کنندگان هنگام بالا رفتن از پلکان به معبد ابراز احساسات می‌کنند، سقف‌های آن برای تعداد زیادی از مغازه‌هایی که هدایا و سوغاتی و بیشتر اجناس عادی برای فروش قرار داده‌اند، سرپناهی به وجود آورده است. آنها به پیروی از سنت بودایی شایستگی سازی، لاک پشت‌هایی هرچند محدود، که ممکن است به سوی طبیعت آزاد شوند، از کنار مکانی که به نام آبگیر رهاسازی نامیده می‌شود عبور می‌کنند.
معبد به تنهائی شامل چندین تالار بزرگ برای نیایش و سرایه‌هایی برای اجتماع و عبادت است، تندیس‌های بودا، بوداسف‌های مختلف و نیز خدایان چینی گرامی داشته می‌شوند. از ویژگی‌های معماری معبد می‌توان به ستون‌های حکاکی شده، مصنوعات چوبی عالی، که بیشترشان با رنگهای روشن رنگ آمیزی شده‌اند، و فانوس‌های فراوانی که به جلوه بصری معبد اضافه می‌کند، نام برد. برکه‌های ماهی و باغ‌های گل هم بخشی از مجموعه معبد می‌باشند.
دو طبقه آسانسور شیب دار دو طرفه برای انتقال زائران و بازدید کننده‌ها برای کمک به ادامه مسیر در سربالایی وجود دارد. یک سرویس درشکه برقی طبقات مختلف آسانسورها را به هم متصل می‌کند، زیرا سطوح میانی بین این طبقات آسانسور، از هم فاصله دارند. روی سکویی که در بلندی قرار گرفته است، یک حوضچه ماهی و یک مجسمه بلند مرتبه کوآن یین، الهه رحمت، وجود دارد و از سوی زنانی که حاجتمند بچه دار شدن هستند مورد حاجت قرار می‌گیرد. راهب‌ها و راهبه‌ها در یک صومعه زندگی می‌کنند.

## رویدادهای سالانه

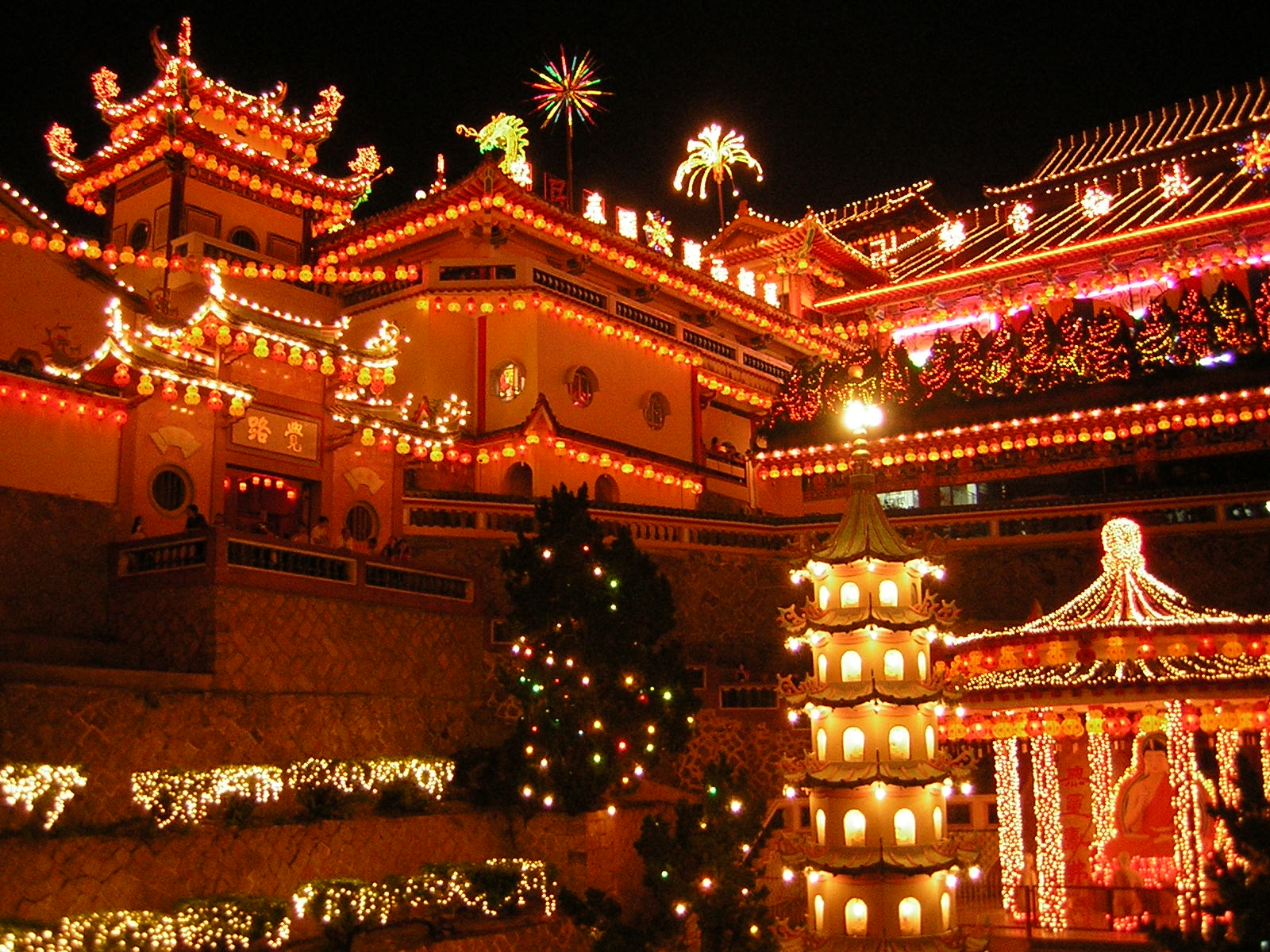
نورآذینی به مدت ۳۰ روز بعد از شروع سال نو چینی

این معبد یک نقطه کانونی برگزاری فستیوال‌های جامعه چینی در پنانگ است. جشنهای سال نو چینی به‌طور خاصی شکوهمند است. به مدت ۳۰ روز پس از شروع سال نو چینی، معبد تا اواخر شب بازمی‌ماند، در حالی که هزاران روشنایی، منظره‌ای از دریای نورانی را به وجود می‌آورند. چند روزی که جشن در حال انجام است، مجموعه با هزاران فانوس آذین بندی می‌شود که نشانه پیشکش‌های داده شده توسط فدائیان است. یکی دیگر از ویژگی‌های جشن، راهپیمایی طولانی صدها راهب از تایلند است که در طول سال، یکبار یا دوبار به سمت معبد انجام می‌گیرد.

## نیایش
عبادت خدایان در مجموعه معبد بیانگر تنوع ریشه‌های قومی مجاهدان بودایی است. نحوه عبادت می‌تواند به شکل ذکر دعا همراه با گرداندن دانه‌های تسبیح یا با سوزاندن عود یا با اهداء پول نقد یا فقط با تعظیم نمودن و دست زدن برای اعلام حضور خود در درگاه معبود انجام شود. افرادی که دارای سطح دانش بالایی هستند، در گنبد کتاب مقدس، در بخش بالای معبد به نیایش می‌پردازند. بعضی از زائران هم در باغ‌های وسیع محوطهٔ معبد به عبادت مشغول می‌شوند.
در مسیر پر پیچ و خم که به محوطهٔ معبد منتهی می‌شود، اقلامی در ارتباط با مذهب، به زائران فروخته می‌شود. کالاهایی که فروخته می‌شود شامل لوازم تزئینی، کتاب، عکس، مجموعه ای از بیانات و رشته نخ‌های متبرک شده نارنجی رنگ و یادگاری‌هایی همچون تی شرت و سی دی است.

## پیشامد
در صبح روز ۱۲ اکتبر ۲۰۲۱، یک مورد آتش‌سوزی در معبد رخ داد، اداره آتش‌نشانی مالزی در ساعت ۲:۵۶ از این حادثه با خبر شد. هنگامی که آتش نشانان به محل حادثه رسیدند، شعله‌های آتش یکی از ساختمان‌های معبد را فرا گرفته بود.فرمانده عملیات اداره آتش‌نشانی پنانگ، محمد نور هیشام ابراهیم، گزارش داد که دست کم ۷۰ درصد از ساختمان ۱۸٫۵ متر مربعی معبد به‌طور کامل از بین رفته و آتش در حدود ساعت ۶ صبح به‌طور کامل خاموش گردید. گزارشی مبنی بر کشته یا زخمی شدن افراد در طی این حادثه اعلام نگردید. علت آتش‌سوزی توسط مقامات در دست بررسی است.از ۱۸ اکتبر سال ۲۰۲۱، به جز بخش میانی آسیب دیده، مجموعه معبد برای عموم باز است. وعده داده شده که تا قبل از ۲۲ دسامبر سال ۲۰۲۱، صد و سی امین سالگرد معبد، بخش آسیب دیده تعمیر گردد.